# Lista antologiilor de povestiri științifico-fantastice românești
Aceasta este o listă (cronologică) a antologiilor de povestiri și nuvele științifico-fantastice românești publicate în România. Sunt listate doar volumele care au o pagină dedicată pe Wikipedia în limba română. Unele antologii (ca de exemplu Povestiri despre invențiile mileniului III, Povestiri ciberrobotice, Dimensiuni primejdioase, Trenul de noapte - Proză fantastică, Cosmos XXI - Întâmplări dintr-un univers al păci) conțin și povestiri românești și străine.

## Lista
| Titlu                                                    | Autor(i)                                                     | Editură                                   | Data apariției | Note / Ref. |
| -------------------------------------------------------- | ------------------------------------------------------------ | ----------------------------------------- | -------------- | --- |
| Oameni și stele                                          | Ion Hobana                                                   | Editura Tineretului                       | 1963           | |
| Viitorul al doilea                                       | Vladimir Colin                                               | Editura Tineretului                       | 1966           | Conține 11 ficțiuni scurte scrise de Colin: „Broasca”, „Ultimul avatar al lui Tristan”, „Cetatea morților” etc.                                                                           |
| Pe lungimea de undă a Cosmosului                         | ***                                                          | Editura Tineretului, Colecția SF          | 1967           | |
| Povestiri ciudate                                        | Victor Kernbach                                              | Editura Tineretului, Colecția SF          | 1967           | Conține 13 ficțiuni scurte scrise de Kernbach: „Nemaipomenita homeopatie”, „Ciudatele migrații”, „Triunghiul echilateral a orbit”, „Un derbedeu în cronospațiu” etc.                      |
| Vârsta de aur a anticipației românești                   | Editor: Ion Hobana                                           | Editura Tineretului, Colecția SF          | 1969           | |
| Un pic de neant                                          | Vladimir Colin                                               | Editura Albatros, Colecția SF             | 1970           | |
| Întîlnire cu Hebe                                        | Ovidiu Șurianu                                               | Editura Albatros, colecția Fantastic Club | 1972           | Conține „Întîlnire cu Hebe” și „Galbar”. |
| Capcanele timpului                                       | Vladimir Colin                                               | Editura Albatros, Fantastic Club          | 1972           | Conține „Divertisment pentru vrăjitoare”, „Sub alte stele”, „Funcționara timpului”, „În cerc, tot mai aproape”                                                                            |
| Prețul secant al genunii                                 | Adrian Rogoz                                                 | Editura Albatros, Fantastic Club          | 1974           | |
| Cuadratura cercului                                      | Gheorghe Săsărman                                            | Editura Dacia                             | 1975           | fiecare povestire descrie un oraș |
| Dinții lui Cronos                                        | Vladimir Colin                                               |                                           | 1975           | |
| Oameni și stele                                          | Editor: Victor Zednic                                        | Editura Albatros, Fantastic Club          | 1975           | Oameni și stele: din cele mai frumoase povestiri științifico-fantastice românești |
| O falie în timp: pagini de anticipație românească        | Ion Hobana                                                   | Editura Eminescu                          | 1976           | |
| Himera                                                   | Gheorghe Săsărman                                            | Editura Albatros, Fantastic Club          | 1979           | [ 3 ] |
| Aporisticon                                              | Mihail Grămescu                                              |                                           | 1981           | |
| Fugă în spațiu-timp                                      |                                                              | Editura Ion Creangă                       | 1981           | |
| Alfa: O antologie a literaturii de anticipație românești | Editori: Radu Honga, Ion Ilie Iosif, Alexandru Mironov       | Editura Scrisul Românesc, Craiova         | 1983           | [ 4 ] |
| O planetă numită anticipație                             | Alexandru Mironov, Dan Merișca                               | Editura Junimea                           | 1984           | |
| Imposibila oază: proze fantastice                        | Vladimir Colin                                               |                                           | 1985           | |
| Avertisment pentru liniștea planetei                     | ***                                                          | Editura Albatros                          | 1985           | |
| Nici un zeu în cosmos                                    | ***                                                          | Editura Politică                          | 1985           | |
| Povestiri ciberrobotice                                  | Editori: Alexandru Mironov, Mihai Bădescu                    | Editura Științifică și Enciclopedică      | 1986           | Povestiri românești și străine |
| Povestiri despre invențiile mileniului III               | Editori: Ion Ilie Iosif, Florin Manolescu, Alexandru Mironov | Editura Științifică și Enciclopedică      | 1986           | Povestiri românești și străine |
| Cosmos XXI - Întâmplări dintr-un univers al păcii        | Editori: Alexandru Mironov, George Veniami                   | Editura Politică                          | 1987           | Povestiri românești și străine |
| Înstelata aventură                                       | George Ceaușu                                                | Editura Junimea                           | 1987           | |
| Trenul de noapte - Proză fantastică                      | Angela Tudorii (editor)                                      | ASTRA                                     | 1987           | Povestiri românești și străine |
| Un fel de spațiu                                         | Ion Hobana                                                   | Editura Albatros, colecția Fantastic Club | 1988           | Conține: „Coborând în albastru”, „Emisiune nocturnă”, „Furtună în adâncuri”, „Oameni și stele”, „Cea mai bună dintre lumi”, „Emisfera vie”, „Glasul trecutului”                           |
| Întoarcere pe planeta albastră                           | Editor: Lucian Hanu                                          | Editura Politică                          | 1989           | Conține: „Părul auriu” de György Györffy; „Haustori” de Lucian Ionică; „La iarba verde” de Constantin Cozmiuc; „Pădurea” de Silviu Genescu                                                |
| Moara de apă                                             | Mihail Grămescu                                              | Editura Cartea Românească                 | 1989           | |
| Negustorii de război                                     | Ioan Popa                                                    | Editura Aldomars                          | 1990           | Povestiri în genul științifico-fantastic militar |
| Cronici metagalactice                                    | ***                                                          | Editura Tehnică                           | 1990           | |
| Cronici microelectronice                                 | ***                                                          | Editura Tehnică                           | 1990           | |
| Anatomia unei secunde                                    | ***                                                          | Editura Facla                             | 1990           | Antologie S.F. a Cenaclurilor din Timișoara |
| La orizont, această constelație...                       | ***                                                          | Editura Albatros                          | 1990           | |
| Cât de mic poate fi infernul?                            | George Anania, Romulus Bărbulescu                            | Editura Odeon                             | 1992           | Conține Dintr-un creier de inox de Anania și Cât de mic poate fi infernul? de Bărbulescu.                                                                                                 |
| Dimensiuni primejdioase                                  | ***                                                          | Editura Antet XX Press                    | 1993           | Conține povestiri românești („Nuntă pe șosea” de Mihnea Columbeanu, „Trei crime perfecte, perpendiculare” de Relu Năstase) și străine (de Michael Moorcock, Ray Bradbury și Stephen King) |
| 3 x Antologia Science-Fiction Nemira: 1994, 1995, 1996   | ***                                                          | Editura Nemira, col. Nautilus             | 1994 - 96      | Romanian SF Anthology Nemira |
| Săritorii în gol                                         | Mihail Grămescu                                              | Editura Nemira, col. Nautilus             | 1994           | Conține: Cântecul Libelungilor, Săritorii în gol, Lovitura de gatopard, Veiatris, Ectogenerația, Meusa, Casa fiilor, Lupta cu îngerul, Construcția, Nike, Leoaica rănită                  |
| Călătorii în timp: Antologie de povestiri SF             | Editor: Antuza Genescu                                       | Editura Nemira, Colecția Nautilus         | 2013           | |
| Numărătoare inversă,                                     | Eugen Lenghel                                                | Editura Tritonic                          | 2014           | |
| 9 Istorii reutilizate                                    | Eugen Lenghel                                                | Editura Tritonic                          | 2014           | [ 11 ] |
| Xenos. Contact între civilizații                         | Editor: Antuza Genescu                                       | Editura Nemira, col. Nautilus             | 2014           | Povestirile au ca temă comună contactul oamenilor cu extratereștri. |

## Vezi și
- Lista cărților științifico-fantastice publicate în România
- Lista volumelor publicate în Colecția SF (Editura Tineretului)
- Lista volumelor publicate în Colecția Nautilus
- Almanahul Anticipația
- Sci-Fi Magazin